# 우나카미촌 (지바현 이치하라군)
우나카미촌(海上村)은 지바현 이치하라군에 존재했다가 쇼와 대합병에 의해 폐지된 촌이다. 현재의 이치하라시 북부에 해당한다.

## 역사
- 1889년 4월 1일 - 정촌제 시행에 수반해 이치하라군 우나카미촌이 성립하였다.
- 1956년 3월 25일 - 산와정에 편입에 의해 소멸하였다.

## 참고문헌
- 市原のあゆみ
- 小沢治郎左衛門『上総国町村誌 第一編』1889年。NDLJP:763698。
- 千葉県市原郡教育会『千葉県市原郡誌』千葉県市原郡、1916年。NDLJP:951002。
- 『明治22年千葉県町村分合資料 七 市原郡町村分合取調』1889年。

## 관련링크
- 『千葉県市原郡誌』第二部 町村誌「海上村」 NDLJP:951002/391
- 千葉県市原郡東海村 (12B0090018) - 歴史的行政区域データセットβ版